# Kowa company

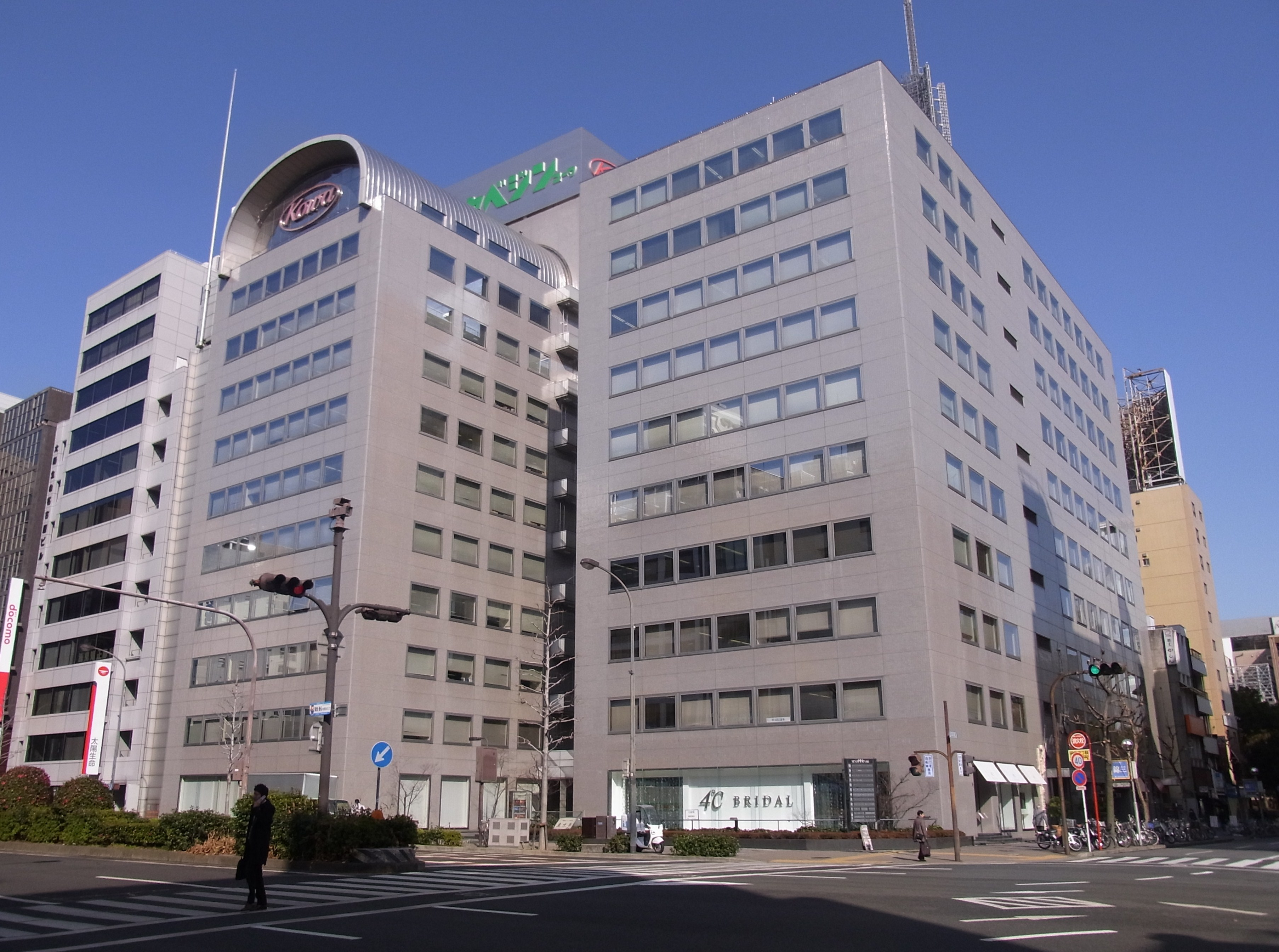
Штаб-квартира в Нагої.

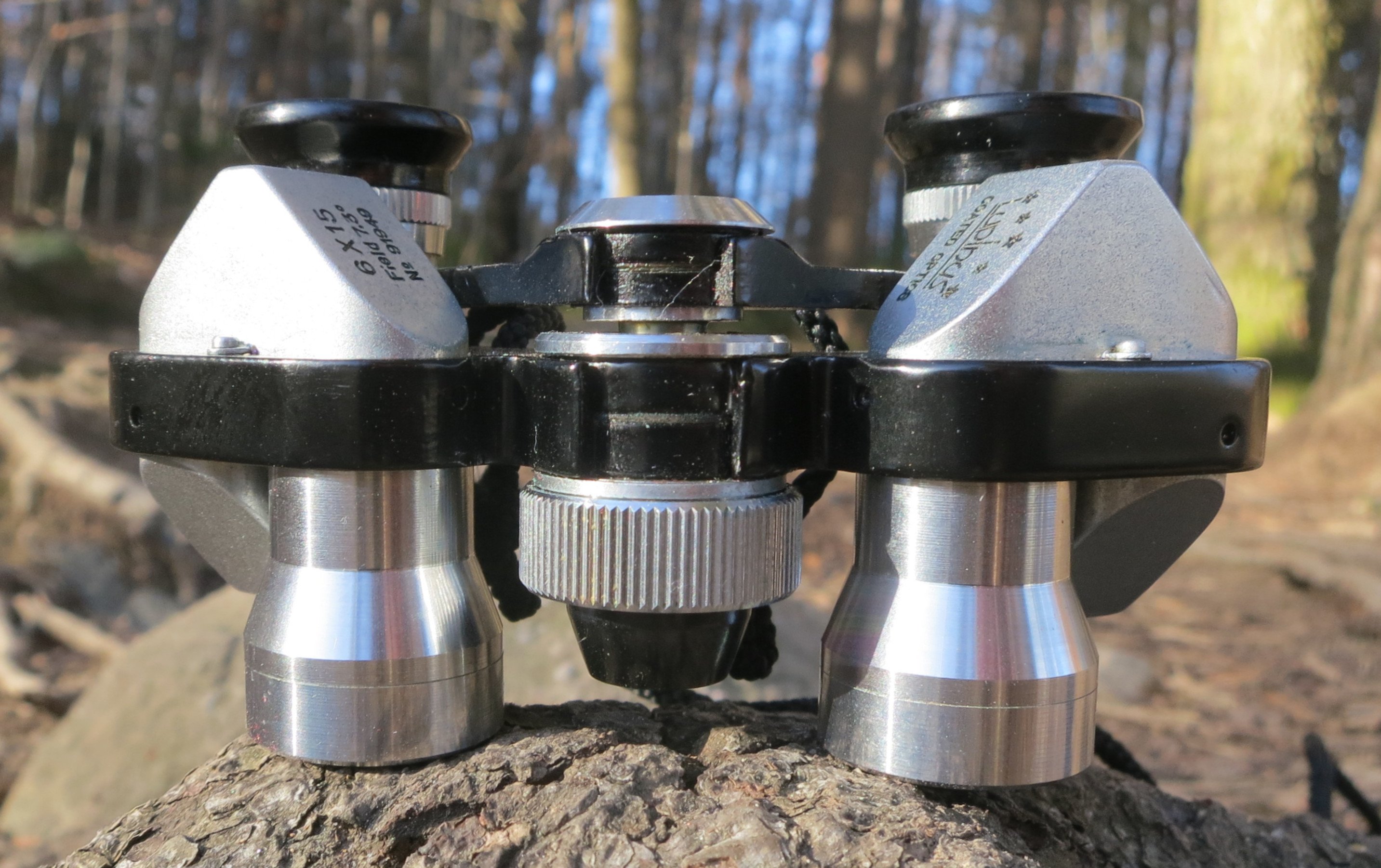
Kowa Lupinus бінокль.

Kowa Company (яп. 興和株式会社) — японська торгова компанія.

## Історія компанії
Канесабуро Хатторі (яп. 服 部 兼 三郎) в 1894 році в Нагої відкрив бізнес з продажу тканин. В 1912 році була створена компанія «Магазини Хатторі» (яп. 服 部 商店, Хатторі Се:тен). В 1919 компанія почала виробляти тканини та одяг.
В 1939 році текстильний бізнес виділився в окрему компанію — нині «Прядильна компанія Кова» (яп. 兴 和 纺 绩, Ко:ва Бо: Секі, Kowa Spinning Co., Ltd).
Після Другої світової війни компанія урізноманітнила свою діяльність. В 1946 була створена компанія «Завод оптичних приладів Кова» (яп. 兴 和 光 器 制作 所, Ко:ва ко: ки сейсакудзе, Kowa Optical Works), яка почала виробництво оптичного устаткування. В 1947 році компанія почала виробництво ліків і в 1954 була створена компанія «Нові ліки Кова» (яп. 兴 和 新 薬, Ко: ва сін'яку, Kowa drugs).
В 1960 корпорація змінила своє найменування на Kowa.
В 2003 Kowa придбала компанію «Хімічні препарати Ніккен» (яп. 日 研 化学, Ніккен кагаку, Nikken Chemicals Co., Ltd), яка була перейменована в «Фармацевтична компанія Кова» (яп. 兴 和 创 薬, Ко: ва зі: якові, Kowa Pharmaceutical Co., Ltd).

### Талісман Kero
Талісманом фармацевтичного підрозділу компанії є жабеня Кероу (яп. ケロ ちゃん, Кероу-тян). Кероу вперше з'явився в газетній рекламі в 1949 році.

## Підрозділи та дочірні компанії
- Kowa Spinning Co., Ltd. — одяг;
- Kowa drugs — продаж ліків;
- Kowa drug — продаж ліків;
- Teva Kowa — спільне підприємство з Tebafamasutikaru Industries;
- Careers & Leaps — спільне підприємство;
- Icon Kowa Co., Ltd. — виробник лінз;
- Aichi International Broadcasting (RADIO-i) — FM-радіомовлення іноземними мовами;
- Maruei Department Store Co., Ltd. — один з найстаріших магазинів Нагої;
- Kanko — мережа готелів;
- Towa Optical — туристичні біноклі, телескопи, оптика;
- Kowa Pharmaceuticals America;
- Kowa Life Science Foundation;